# Ehretia corylifolia
Ehretia corylifolia là loài thực vật có hoa trong họ Ehretiaceae. Loài này được C.H.Wright mô tả khoa học đầu tiên năm 1896.